# Eduard Kaiser
Pour les articles homonymes, voir Kaiser.
Eduard Kaiser, né le 22 février 1820 à Graz et mort le 30 août 1895 à Vienne, est un artiste peintre et lithographe autrichien.
Son frère Alexander Kaiser (en) (1819-1872) est également peintre et lithographe.

## Biographie
Eduard Kaiser est le fils de Joseph Franz Kaiser, le propriétaire d'un commerce en lithographie à Graz. Il étudie à l'Académie des beaux-arts de Vienne auprès de Josef Danhauser et il devient rapidement un sérieux concurrent pour le meilleur lithographe de portrait de Vienne, Josef Kriehuber. Enthousiasmé par les idées de la révolution, en 1848, Eduard Kaiser rejoint l'Akademische Legion - pendant ce temps, il réalise des portraits de presque tous les principaux personnages de la Révolution de Mars (Joseph Radetzky, Franz Schuselka (en), Hans Kudlich (en), Adolf Fischhof (en) et Carl Giskra). En 1852/1853 il vit à Rome. Après son retour en Autriche, il développe un très rentable commerce de lithographies de portraits, avec des clients parmi lesquels François-Joseph Ier d'Autriche, son impératrice Elisabeth d'Autriche-Hongrie, Friedrich Hebbel, Robert Schumann et Clara Schumann.
Entre 1867 et 1886 il vit à nouveau à Rome, où il se consacre avec succès à des reproductions à l'aquarelle de chefs-d'œuvre classiques - ces reproductions sont ensuite vendues en Grande-Bretagne comme lithographies en couleur. Il retourne ensuite à Vienne et peint des portraits à l'huile et à l'aquarelle.

## Sélection de lithographies

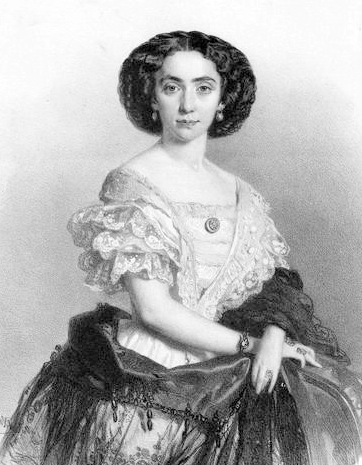
Rosa Csillag.
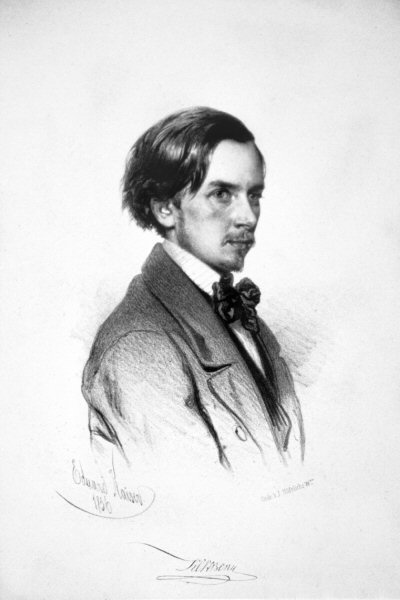
Karl-Maria Kertbeny.
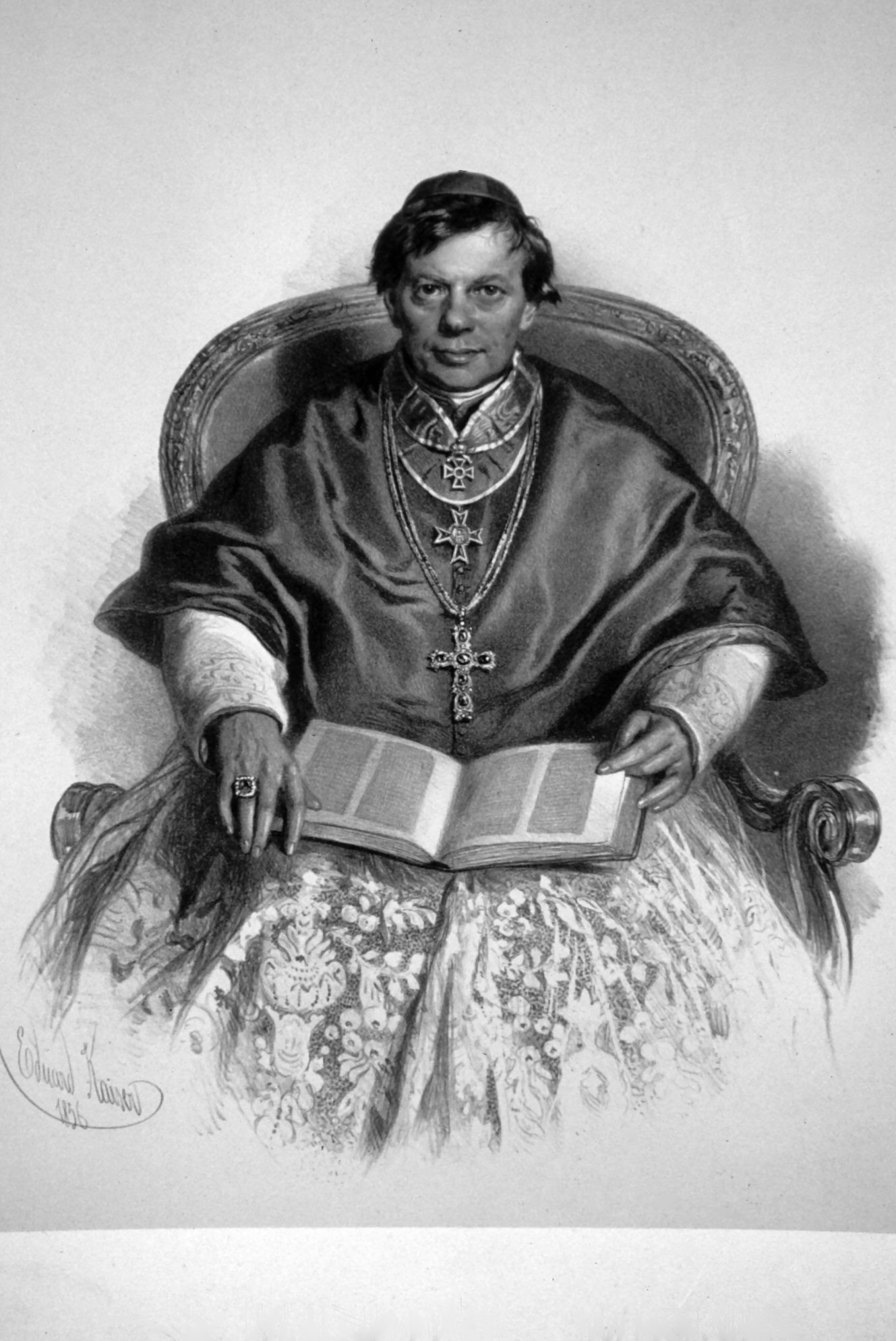
Ignaz Feigerle.
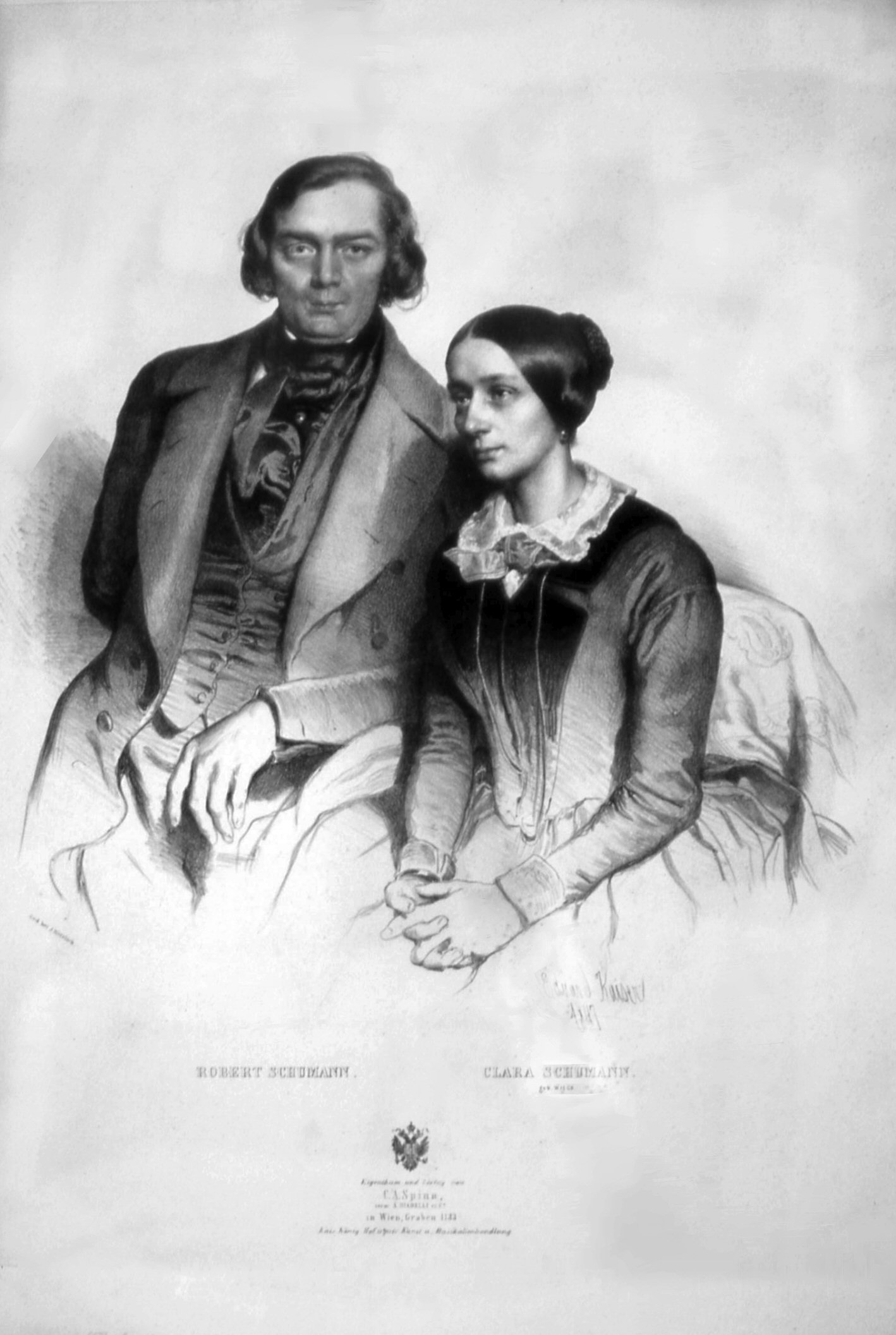
Robert et Clara Schumann.
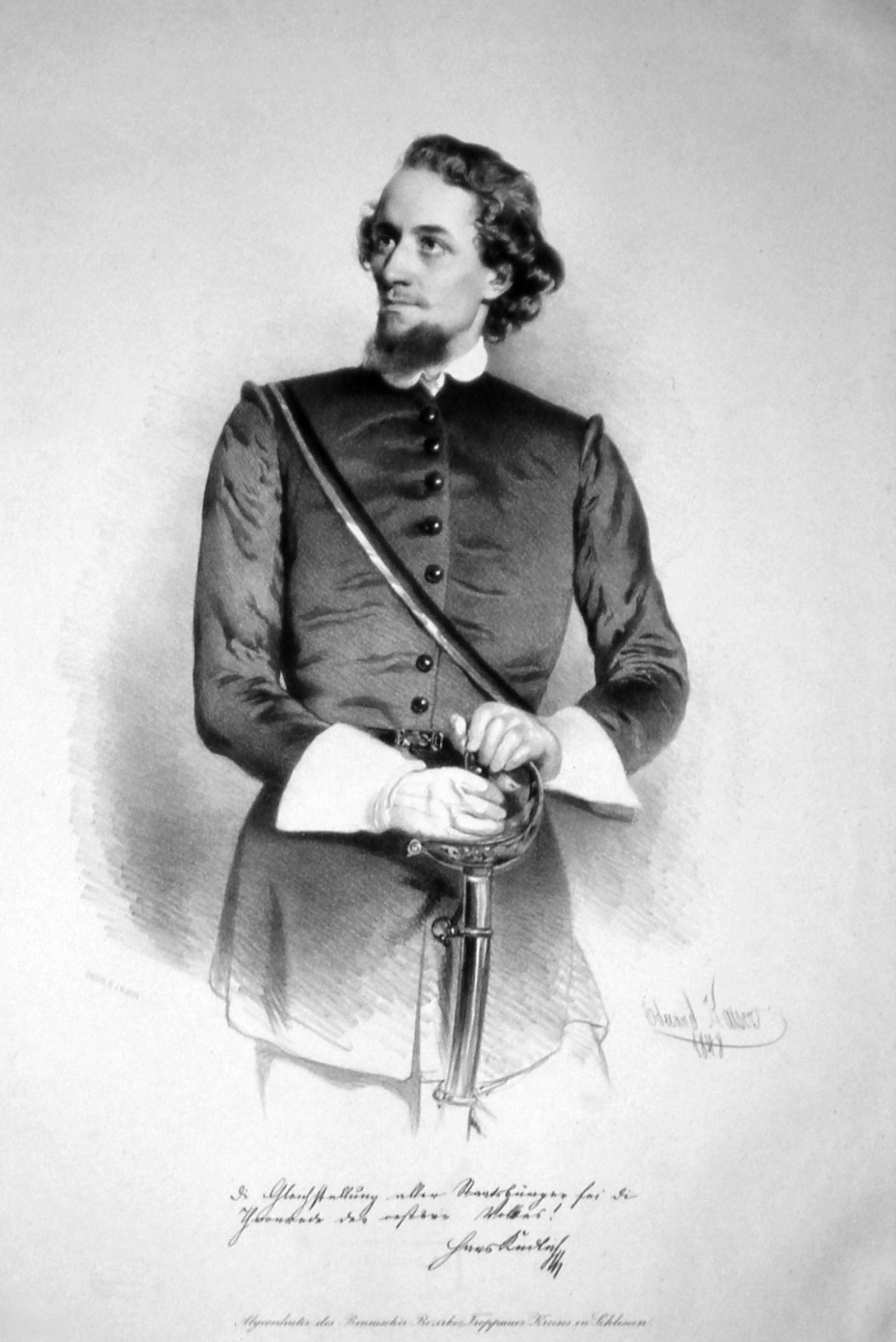
Hans Kudlich.